# José Moreno
José Moreno, właśc. José Alcides „Pepe” Moreno Mora (ur. 10 września 1981 w Santander de Quilichao) – kolumbijski piłkarz, grający na pozycji napastnika.

## Kariera piłkarska

### Kariera klubowa
José Moreno zadebiutował w klubie Deportivo Pasto, a następnie przyszedł do América Cali. W 2006 został wypożyczony do Dynama Kijów. Nie potrafił zgrać się z zespołem, dlatego po zakończeniu okresu wypożyczenia wrócił do Kolumbii. W 2007 za 900 tys. dolarów został kupiony do CA Independiente. Od stycznia do lipca 2008 był wypożyczony do Steauy Bukareszt. Potem grał na wypożyczeniu w klubach América Cali, Juan Aurich Chiclayo i ponownie Steaua Bukareszt.

### Kariera reprezentacyjna
José Moreno rozegrał w 2006 3 mecze w reprezentacji Kolumbii.